# Slok Air Gambia
Slok Air Gambia (mã IATA = SO, mã ICAO = OKS) là hãng hàng không, trụ sở ở Lagos, Nigeria nhưng đăng ký ở Gambia. Hãng có căn cứ chính ở Sân bay quốc tế Banjul (Banjul,Gambia).

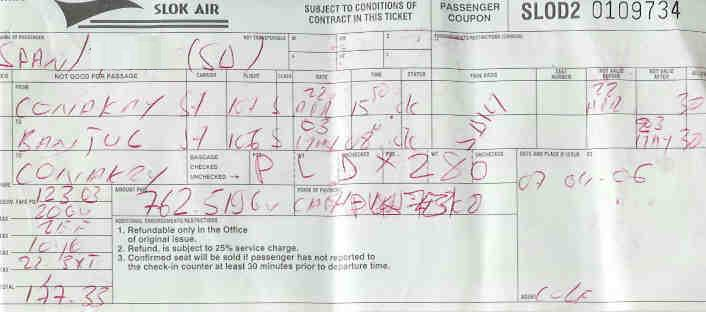
Vé của Slok Air Gambia

## Lịch sử
Slok Air Gambia được "Slok Group" ở Nigeria thành lập vào tháng 9 năm 1996 với tên ban đầu là Slok Air. Hãng bị chính phủ Nigeria rút giấy phép vào tháng 3/2004 và sau đó giải thể trong tháng 11/2004. Cùng trong tháng đó hãng tái lập dưới tên Slok Air Gambia. Do việc bảo trì máy bay nên hoạt động bị tạm ngưng vào cuối tháng 12/2007 và đã phục hồi vào giữa tháng 2/2008

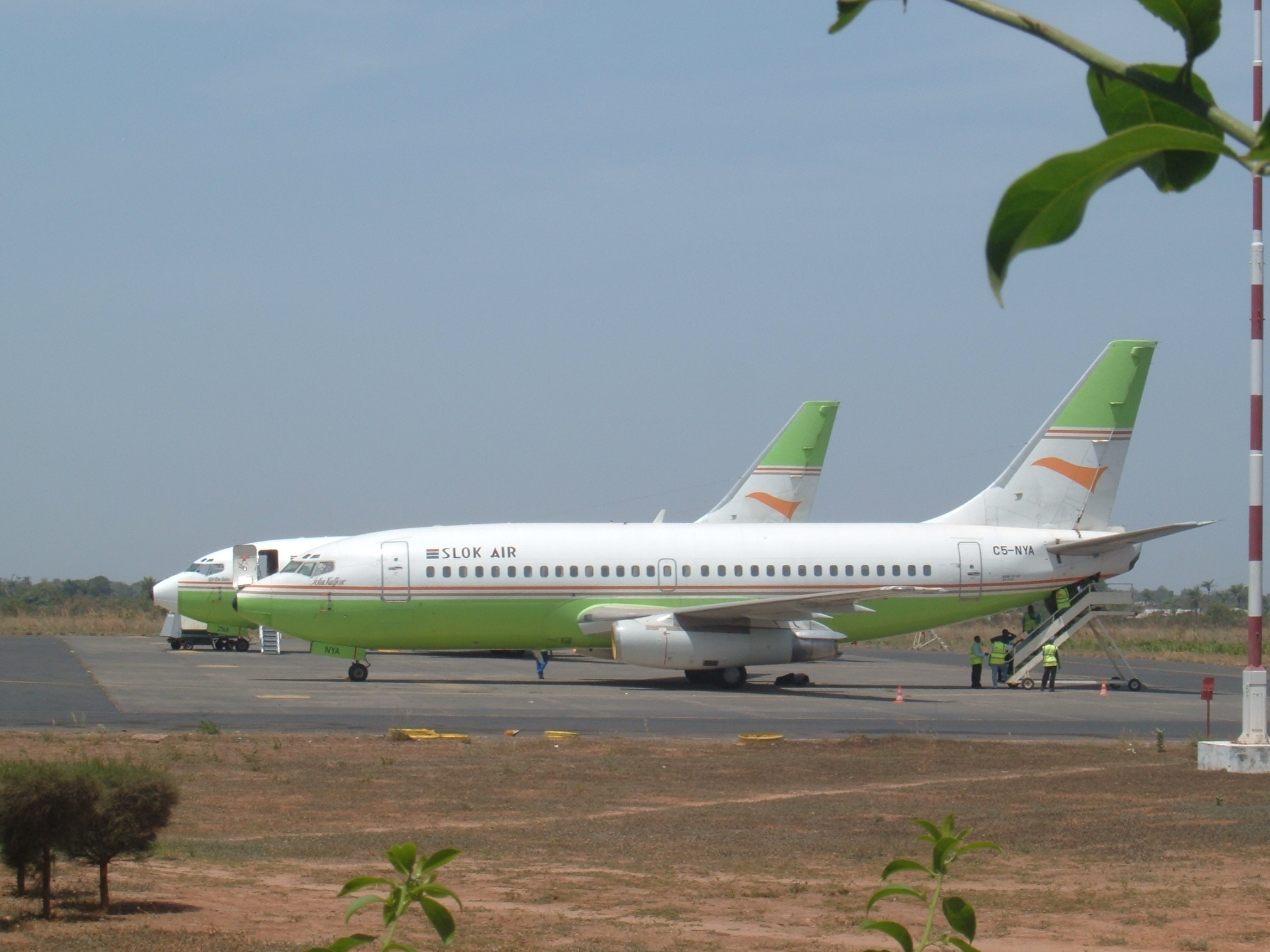
2 máy bay của SLOK AIR tại Sân bay BJL

## Các nơi đến
- Côte d'Ivoire

- Abidjan

- Gambia

- Banjul

- Ghana

- Accra

- Guinea

- Conakry

- Liberia

- Monrovia

- Mali

- Bamako

- Sénégal

- Dakar

- Sierra Leone

- Freetown

## Đội máy bay
(Tháng 1/2008):
- 5 Boeing 737-200